# سیارک ۱۰۲۵۵
سیارک ۱۰۲۵۵ (به انگلیسی: 10255 Taunus، نامگذاری:3398T-3) ده هزار و دویست و پنجاه و پنجمین سیارک کشف شده‌است که در ۱۶ اکتبر ۱۹۷۷ کشف شد.
قدر مطلق سیارک برابر ۱۸٫۶ است.